# 廢警運動

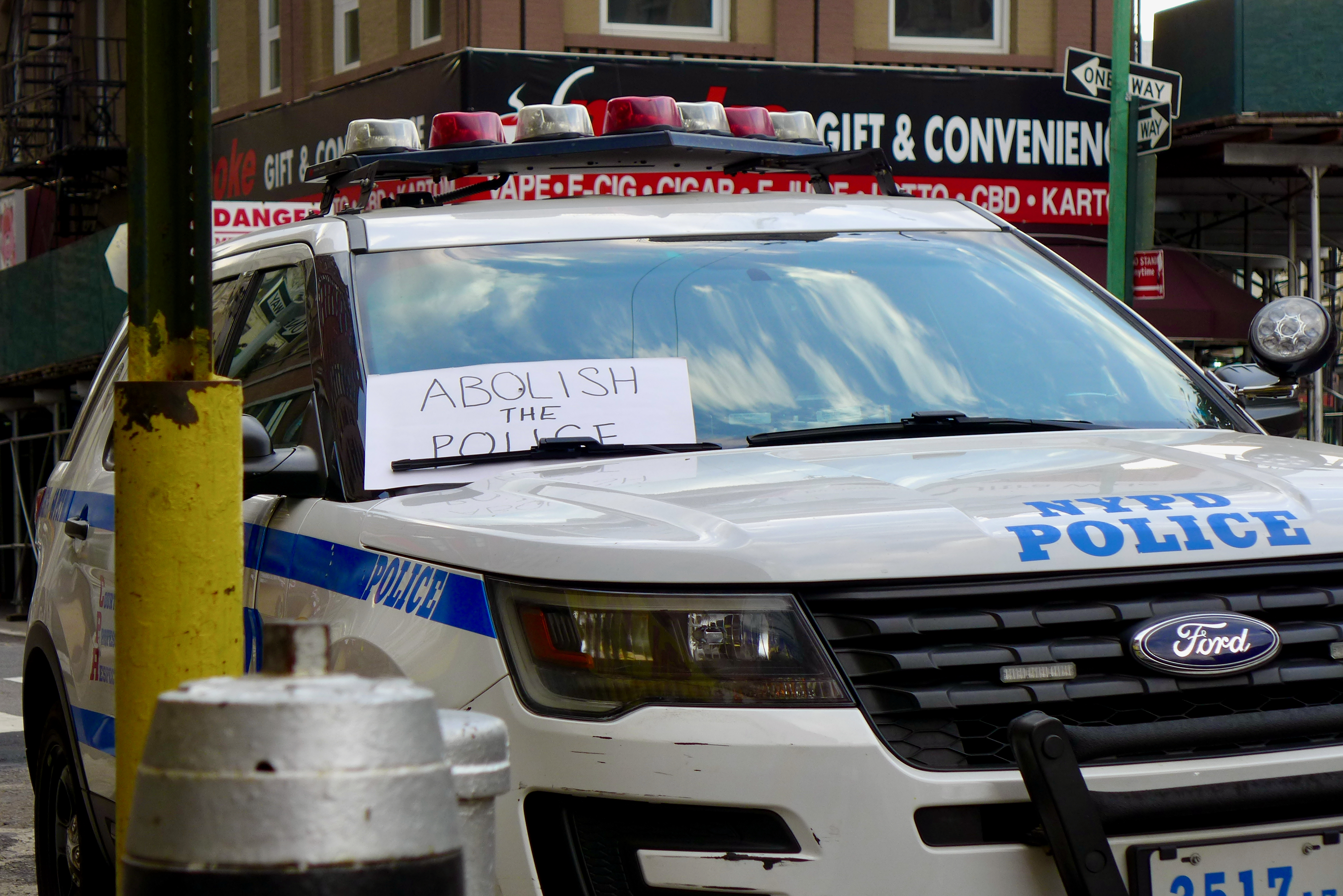
2020年喬治·佛洛伊德之死後，示威民眾在紐約市警察局警車上張貼「廢除警隊」（Abolish the police）的標語

廢警運動（英語：Police abolition movement），是主張以警隊以外的其他公共安全體系取代。

## 美國廢警運動
在美國，廢警運動是主張以警隊以外的其他公共安全體系取代美國既有警察機構的政治運動。廢警主義者有別於警隊改革派，其深信警務體系存在固有缺陷，無法透過改革根除。當改革派試圖從警務執行的方式著手時，廢警派則尋求透過解散警隊、剝奪警權、卸除武裝的方式整頓整個警隊。
2020年明尼蘇達州明尼阿波利斯市警局執法過當引發喬治·佛洛伊德之死並燃起全美示威活動後，「廢除警隊」或「削減警費」（Defund the police）成為了示威口號之一，而抗爭發源地的明尼阿波利斯市議會產生了解散該市警局的構思。市議會議長麗莎‧班德主張再「重新創造一個可以真正維護大眾安危的公共安全系統」。

## 美國以外

### 香港
在2019年起的反對逃犯條例修訂草案運動，廢警是香港抗議者的其中請求。其標語解散警隊，刻不容緩在很多地區抗議中出現。

### 歐洲
廢執法運動在歐洲1970年代最著名，但廢警運動未見近似廢監獄運動的受歡迎度。